# Parechthrodryinus excelsus
Parechthrodryinus excelsus är en stekelart som beskrevs av Hayat 2003. Parechthrodryinus excelsus ingår i släktet Parechthrodryinus och familjen sköldlussteklar. Inga underarter finns listade i Catalogue of Life.